# Castillejos
Castillejos é um dos seis bairros do distrito de Tetuán, em Madrid, Espanha. Limita-se ao norte com os bairros de Almenara e Valdeacederas, a oeste com Nueva España e Hispanoamérica (Chamartín), a leste com Berruguete e ao sul com Cuatro Caminos. 

Em seu território está o Instituto Nacional de Estatística (INE) e o Ministério da Indústria, da Espanha.